# Kleine buideleekhoorn
De kleine buideleekhoorn (Dactylopsila palpator) is een zoogdier uit de familie van de buideleekhoorns (Petauridae). De wetenschappelijke naam van de soort werd voor het eerst geldig gepubliceerd door Henri Milne-Edwards in 1888.

## Voorkomen
De soort komt voor in Indonesië en Papoea-Nieuw-Guinea, in het centrale Hoogland van Nieuw-Guinea, het Arfakgebergte en het Huonschiereiland.